# Néstor Cháyres
Néstor Mesta Cháyres (alias Nestor Chaires ; Lerdo, 26 février 1908 – Mexico, 29 juin 1971) est un ténor mexicain et un interprète à l'international sur la scène de concert, de mélodies espagnoles et mexicaines de musique romantique comprenant bolero.
Il a été largement salué pour ses prestations artistiques des œuvres d'Agustín Lara et María Grever et a été surnommé El Gitano de México (« Le Gitan du Mexique »),.

## Biographie
Néstor Mesta Cháyres naît à Lerdo au Mexique, de Florentino Mesta et Juana Cháyres dans une famille qui comptait six autres enfants : Juanita, Maria Luise, Herminia, Óscar, Jesús et Margerita. Ses premières études musicales lui sont données par un professeur et organiste à l'église paroissiale. Encore enfant, il montre déjà ses promesses de chanteur d'opéra. Dans sa jeunesse, il est déjà connu pour chanter un enregistrement de Caro Nome de Giuseppe Verdi, extrait de l'opéra Rigoletto. Encore au lycée, il fait preuve d'une exceptionnelle aptitude vocal qui lui vaut plusieurs prix. Après la mort de son père en 1925, il obtient une bourse d'études pour entrer au Conservatoire national de Musique à Mexico.
Ses études comprennent la théorie musicale, l'harmonie, le contrepoint et le chant avec Lambert Castañeros — qui avait joué à La Scala de Milan.
La carrière de Néstor Cháyres débute en 1929, dans le centre artistique de la capitale mexicaine, par l'interprétation de mélodies de Jorge del Moral et Agustín Lara à l'Amphithéâtre Bolivár du lycée national. Bientôt, il obtient un succès sur la station de radio XEB à Mexico, où il continue à se produire pendant quatre ans. En 1933, il organise une tournée de concerts avec le pianiste Jorge del Moral à La Havane et Cuba, où il interprète la valse Divina Mujer dans divers théâtres. Il s'est également produit dans trois concerts de gala pour le Président de la République, lors de ses deux mois de tournée sur l'île. Après son retour à Mexico, en 1934, il a également enregistré plusieurs mélodies dont : Morena (Jorge del Moral) et Rocío (Alfonso Espara Oteo).

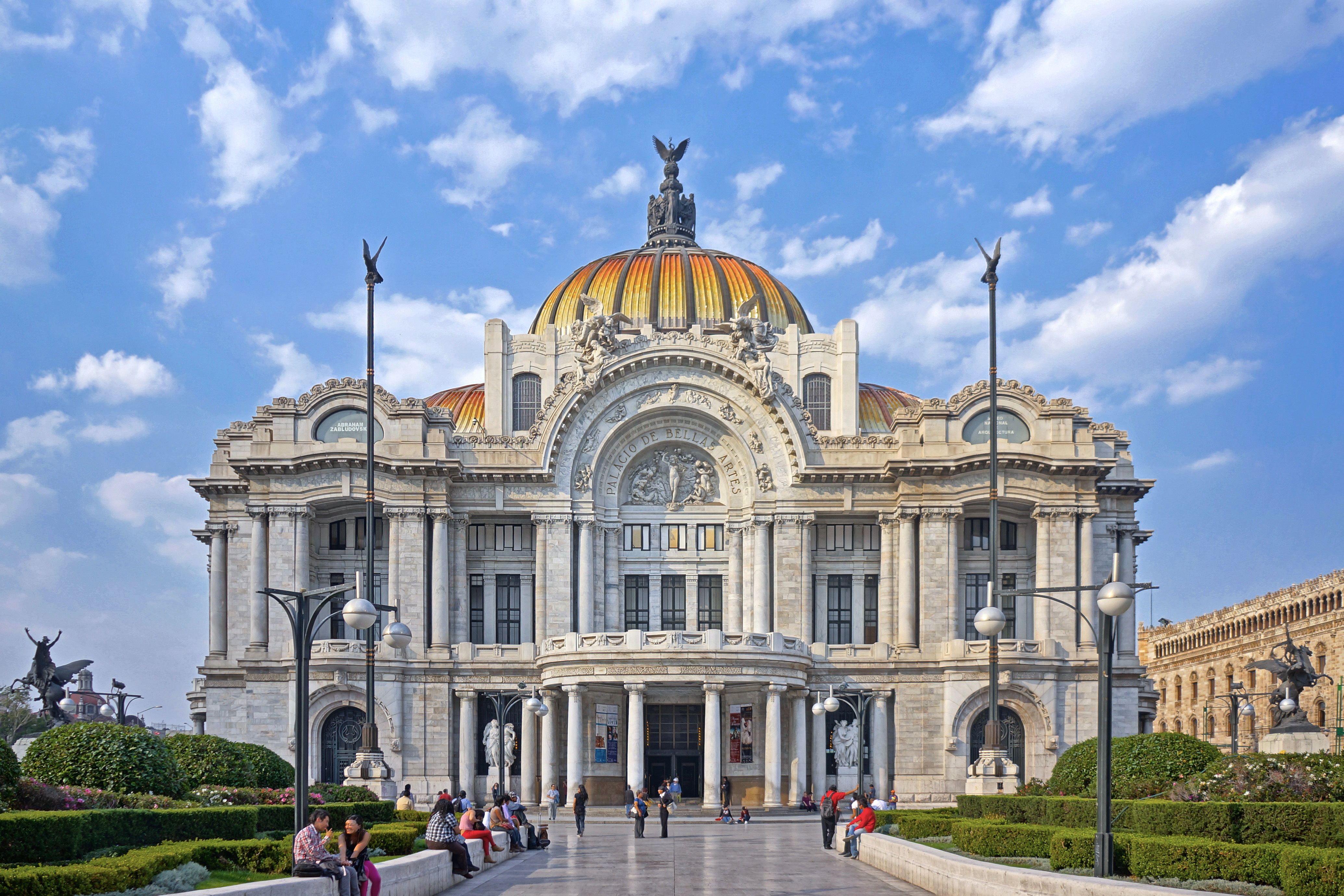
Palais des Beaux-Arts de Mexico, Mexico - Bellas Artes 01

Au début des années 1940, Néstor Cháyres jouit d'une grande notoriété au Mexique. Bientôt, il collabore avec le Orchestre symphonique du Mexique, en 1943, lors d'un concert au prestigieux Palais des Beaux-Arts de Mexico. Cela lui ouvre la voie pour ses débuts à New York, sur la radio WABC sous la direction de André Kostelanetz et un concert avec l'Orchestre de Philadelphie,,,. En tant qu'éminent chanteur d'opéra, Chayres est également invité par le réseau CBS à collaborer avec la contralto Toña la Negra et André Kostelanetz à la direction de l'Orchestre symphonique mexicain, dans une diffusion spéciale le dimanche de Pâques, supervisée par le OIAA (Bureau des affaires interaméricaines) du département d'État des États-Unis. Au début des années 1940, il se produit au concert  régulièrement au Havana Madrid night club à New York pour l'acclamation de la critique,.
Néstor Cháyres rejoint le personnel de la Columbia Broadcasting System (CBS Radio) en 1943, sous la direction musicale de Alfredo Antonini en tant que soliste sur le programme de la radio Viva América, tout en collaborant avec l'accordéoniste John Serry,. Il continue à collaborer les années suivantes avec Antonini sur d'autres enregistrements d'émissions de radio pour Voice of América et le bureau de la radiodiffusion internationale et affaires culturelles du département d'État ,,,. Ces spectacles sont aussi diffusées à l'étranger au profit des membres du personnel des forces armées américaine, au cours de la seconde Guerre mondiale . En outre, ils ont contribué à faire connaître la musique latino-américaine et le boléro mexicain à un large public aux États-Unis au cours des années 1940. Plusieurs enregistrements de boléros sont également produits en collaboration avec Antonini et son orchestre pendant ce temps, pour le label Decca Records, notamment : la Noche de Ronda (23770 B) et Grenade (23770 Un). Ses enregistrements, autant d'Amérique du Nord que du Sud pour RCA Victor à partir de cette période, mettent en vedette des collaborations avec l'Orchestre radio Caracas et l'Orquesta Gonzalo Cervera,. Par exemple : Princesita (# 90-0595-A), Todo Mi Ser (# 90-0595-B), Manolete (# 23-0853-A) et Silverio (#20-0853-B).

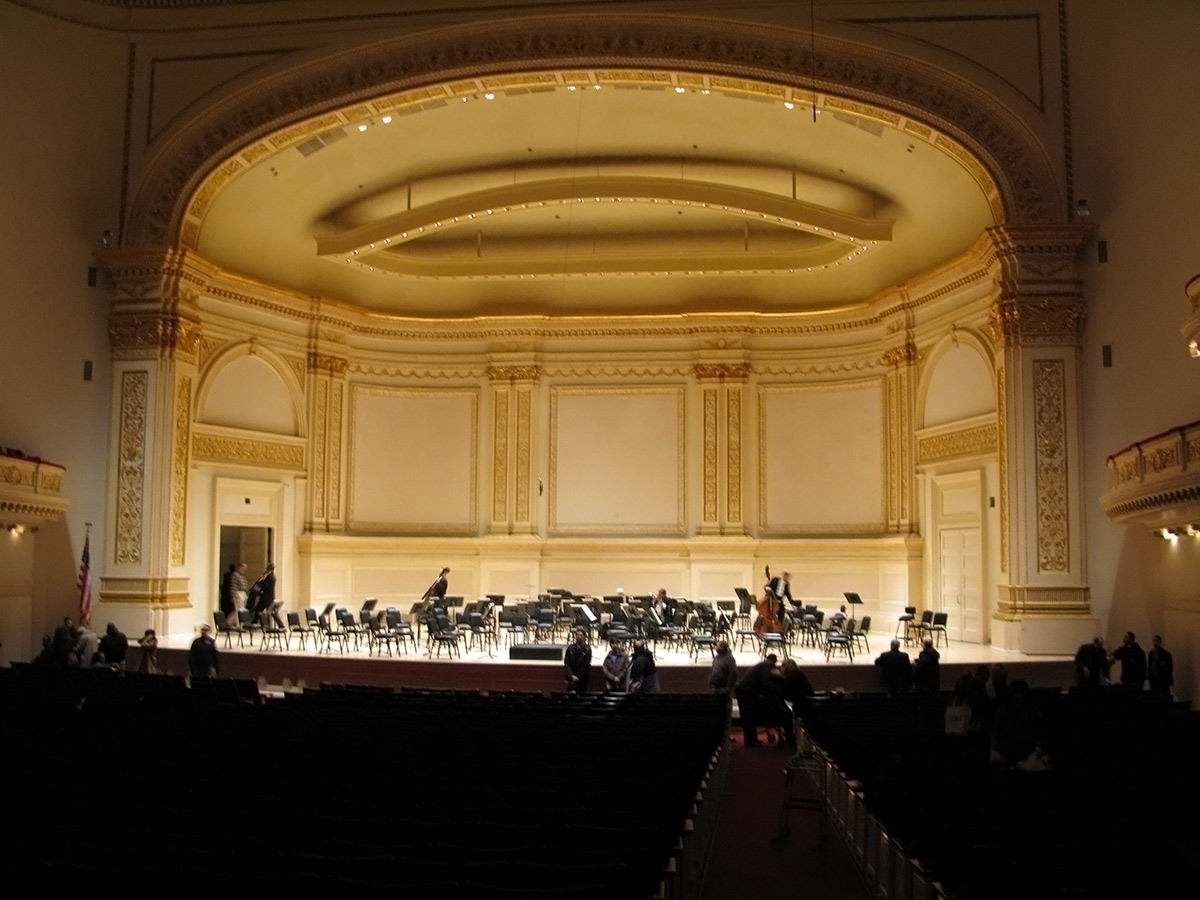
Carnegie Hall, New York Carnegie-hall-isaac-stern

Néstor Cháyres s'est en même temps également régulièrement produit sur le réseau radio de la NBC. D'abord avec la retransmission du concert à l'hôtel de Ville historique, de New York en 1945 et reproduit la même chose trois ans plus tard. Par la Suite, il collabore de nouveau avec Alfredo Antonini qui dirige l'orchestre philharmonique de New York lors d'un gala de concert de la Nuit des Amériques au Carnegie Hall en 1946,,,.
Sur la base de ces réalisations, nombre de propositions de concerts internationaux émergent : notamment au Canada en 1946, une apparition avec l'Orchestre philharmonique de Montréal. Tout en donnant des concerts en Amérique du Sud, il joue au Pérou, en Colombie, au Venezuela, au Chili et en Argentine. Il retourne également au Mexique et se produit pour le Président Miguel Alemán Valdés en 1947. En 1949, il rejoint les forces de l'Opéra de Chicago et se produit sur scène à travers l'Europe, la France, la Suède, la Hollande, la Norvège, le Danemark, l'Angleterre et l'Espagne,. À cette époque, Chayres est représenté par le prestigieux impresario Sol Hurok . À Madrid, il interprète les Siete canciones populares españolas de Manuel de Falla avec de grands honneurs. Sa dernière tournée aux États-Unis et au Canada s'achève en 1950. De retour à Mexico, il épouse Peggy Satanon, rencontrée lors d'un récital au Palais des Beaux-Arts.
En 1951, la carrière artistique de Néstor Cháyres est interrompue par la mort de sa mère dans un tragique accident de voiture. Cháyres suspend ses concerts pendant plus de dix ans, n'apparaissant que dans le film de Tito Davison, Cuando me vaya en 1954, en collaboration avec les acteurs comme Libertad Lamarque, Miguel Torruco, Julian de Meriche et des collègues chanteurs Juan Arvizu et Alfonso Ortiz Tirado,,. Ce biopic de la compositrice mexicaine María Grever, gagne en 1955, deux Premio Ariel au Mexique. Il revient à la télévision en 1968, pour une apparition dans le Paco Malgesto Hour et en 1969 sur The Golden Hour of the W. Sa dernière apparition télévisée est produite en 1970, pour l'émission 24 Hours.

### Style
Au cours de sa carrière, les critiques du magazine Billboard ont applaudi Néstor Cháyres, pour une prestation puissante, excitante et dramatique qui a plu à son public,. Il a également été félicité pour la chaleur et la tendresse de ses représentations. Les critiques ont également pris note de sa fine et pleine voix de ténor et de sa capacité à interpréter les mélodies folkloriques mexicaines-gitanes avec feu et passion,. Sa voix puissante et sa large gamme vocale, pouvaient même être entendues à l'extérieur du théâtre et émouvaient souvent son public. 
Les interprétations artistiques de Néstor Cháyres de telles chansons, Murcie, Toledo, Clavel Sevilliano, Granda et la Suite Español d'Agustín Lara lui ont valu le titre bien-aimé d'El Gitano de México (« Le Gitan du Mexique »). Il était souvent comparé favorablement aux ténors lyriques exceptionnels de son temps, notamment, Juan Arvizu, Luise G. Roldán, Alfonso Ortiz Tirado et Tito Schipa,,.

### Mort
Néstor Cháyres est décédé des suites d'une crise cardiaque, à l'âge de 63 ans, en 1971 à Mexico. Son héritage musical comprend une vaste collection d'enregistrements des œuvres de Agustín Lara et María Grever.

## Discographie

### Albums
- Nestor Chayres - RCA Venezuela - Néstor Cháyres spectacle à Caracas, au Venezuela (1965?)[46]  Liste des pièces musicales : Somos Différentes, Hoy Ne Voulût Vivir, Rocio, Por Eso Si Te Digo, Asi, Pas Espero Nada de Ti
- Nestor Chayres Canta - SMC-Proarte - Néstor Cháyres avec le Alfredo Mendez Orchestre interprétant les chansons par Agustín Lara (196?) (OCLC 9150903) Liste des pièces musicales : Arráncame la Vida - Agustín Lara, Farolito Agustín Lara, Santa - Agustín Lara, Pregon de las Flores - Agustín Lara, Mirame - Agustín Lara, Mi Rival Agustín Lara, Españolerias Agustín Lara, Piensa En Mi - Agutín Lara
- Nestor Chayres - Chansons Romantiques de l'Amérique latine (Decca Records A 507) - Néstor Cháyres avec le Alfredo Antonini Orchestre (1947,1950) (OCLC 49699654)[47] Liste des pièces musicales : Morena de mi Copla - Carlos Castellano Gómez, Lamento Gitano - Maria Grever, Grenade - Agustín Lara, la Noche de Ronda - Agustín Lara, El Relicario- José Padilla Sanchez, Oración Caribe - Agustín Lara, Princesita - José Padilla Sanchez, Ay, Ay, Ay - Osmán Pérez Freire
- Seven Spanish Folk Songs - Kingsway - Néstor Cháyres avec le pianiste Fritz Kramer, joue Manuel de Falla (195?) (OCLC 54909089)  Liste des pièces musicales : El Paño Moruno - Manuel de Falla, Seguidilla Murciano - Manuel de Falla, Asturiana - Manuel de Falla, Jota - Manuel de Falla, Nana - Manuel de Falla, Cancion - Manuel de Falla, Polo - Manuel de Falla, Mi Pobre Reja - chanson folklorique espagnole, Del Cabello mas Sutil - chanson folklorique espagnole, La Partida - chanson folklorique espagnole, Copla espagnole de la chanson folklorique, Clavelitos - chanson folklorique espagnole, Mi Maja - chanson folklorique espagnole, Une Grenade - chanson folklorique espagnole, Hableme de Amores - chanson folklorique espagnole, Grandinas - chanson folklorique espagnole

### Singles
- Alma Mia (RCA Victor 23-1232-B) Néstor Cháyres et l'Orchestre de Henri Rene, jouer la chanson de Maria Grever (19??) (OCLC 82713097).
- Buenas Noches Mi Amor - Néstor Cháyres y El Trio del Mar - Néstor Cháyres interprète la chanson avec chœur et orchestre[48],[49].
- Cara Piccina (Victor 25-7092-B) Néstor Cháyres et orchestre (19??) (OCLC 79750212).
- Cuando Vuelva A Tu Lado - Néstor Cháyres interprète cette chanson de Maria Grever avec orgue, piano et orchestre[50],[51].
- El Relicario (Decca 50017 A) - Néstor Cháyres et l'orchestre Alfredo Antonini, jouent la chanson de Jose Padilla Sanches (19??) (OCLC 80317502).
- Gitanillo (Victor 23-1379) - Néstor Cháyres interprète la chanson de Paso doble (1949)[52].
- Granada (Decca 23770 A) - Néstor Cháyres et l'Orchestre Alfredo Antonini jouent la chanson d'Agustín Lara (1946)[53].
- Hoy No Quisiera Vivir (Victor 23-0956-A) Néstor Cháyres et L'orchestre de radio Caracas interprètent cette chanson d'Avelino Munez (19??) (OCLC 84370332).
- Hoy No Quisiera Vivir (Victor 23-0956) - Néstor Cháyres interprète le boléro avec l'orchestre de radio Caracas (1948)[54].
- La Guapa (RCA Victor 23-1349-A) Néstor Cháyres et l'orchestre Gonzalo Cervera interprètent un paso doble de Luis Arcaraz (19??) (OCLC 80000827).
- Morena De Moi Copla (Decca 50015 A) - Néstor Cháyres et l'orchestre d'Alfredo Antonini jouent la chanson de Carlos Castellano (19??) (OCLC 78289577).
- La Vida Castiga (Victor 23-0787-B) Néstor Cháyres et un orchestre jouent la chanson de A. Mucieste (19??) (OCLC 80747130).
- Lamento Gitano (Decca 50015) - Néstor Cháyres et l'orchestre d'Alfredo Antonini (195?) (OCLC 81360596).
- Libreme Dios (Victor 23-1027) - Néstor Cháyres interprète le boléro (1949)[55].
- Macarenas (RCA Victor 23-5347-A) - Néstor Cháyres et l'orchestre Vier Fidazzini jouent le boléro (19??) (OCLC 79146922).
- Manolete (RCA Victor 23-0853-A) - Néstor Cháyres et l'orchestre de radio Caracas interprètent la chanson (Paso doble) de Manuel Álvarez Maciste (194?)[56].

- Mucho Mas (Victor 23-1027) - Néstor Cháyres interprète la rumba, boléro de Maria Grever (1949)[55].
- Ni de Día, Ni de Noche (Barcelone, Odéon OKA 1526) - Néstor Cháyres interprète la chanson de Maria Grever, avec orchestre (1950) [57].
- Pas Espero Nada De Ti (Victor 23-1315-B) Néstor Cháyres chante ce biguine de Maria Grever.(19??) (OCLC 82500847).
- Ne Te Gufa (Victor 23-0899) - Néstor Cháyres interprète cette balade avec l'orchestre de radio Caracas (1948)[58].
- Noche de Mar (Barcelone, Odéon OKA 1525) - Néstor Cháyres interprète la chanson de José Reyna, avec orchestre (1950) [59].
- Noche de Ronda (Decca 23770 B) - Néstor Cháyres et l'orchestre d'Alfredo Antonini, joue la chanson d'Agustín Lara (1946)[60].
- Oracion Caribe (Decca 50017) - Néstor Cháyres et l'orchestre d'Alfredo Antonini, chante la chanson d'Agustín Lara (19??) (OCLC 79008668).
- Pobre Corazon (Victor 23-0899) - Néstor Cháyres chante le boléro avec l'orchestre de radio Caracas (1948)[61].
- Por Eco Si Te Digo (Victor 23-0956) - Néstor Cháyres interprète ce boléro avec l'orchestre de radio Caracas (1948)[54].
- Por Eso Si Te Digo (Victor 23-0956-B) Néstor Cháyres et l'orchestre de radio Caracas interprète cette chanson de Lois Blou (19??) (OCLC 79159115).
- Porque Te Quiero (RCA Victor 23-1349-B) Néstor Cháyres et l'orchestre de radio Caracas interprète ce paso doble (19??) (OCLC 80580622).
- Princesita (RCA Victor 90-0595-A) - Néstor Cháyres et l'orchestre d'Isidor Handler interprètent la chanson de M. E. Palomero (1947)[62],[63].
- Qué Me Importa (Barcelone, Odéon OKA 1527) - Néstor Cháyres interprète la chanson de Mario Fernández Porta, avec orchestre (1949)[64]
- Rayito De Luna (RCA Victor 23-1232-A) Néstor Cháyres avec l'orchestre de Henri Rene, chante cette chanson de Chucho Navarro (19??) (OCLC 80206472).
- Rocio (Victor 23-1379) - Néstor Cháyres chante cette chanson Paso doble (1949)[65].
- Silverio (Barcelone, Odéon OKA 1528) - Néstor Cháyres interprète cette chanson d'Agustín Lara, avec orchestre (1949)[66].
- Silverio (RCA Victor 23-0853-B) - Néstor Cháyres avec l'orchestre de radio Caracas, interprète cette chanson (Paso doble) d'Agustín Lara (194?)[67].
- Te Espero (Victor 90-0599-B) - Néstor Cháyres et un orchestre (19??) (OCLC 79813150).
- Todo Mi Ser (RCA Victor 90-0595-B) - Néstor Cháyres etl'orchestre d'Isidor Handler interprètent la chanson (Bolero) de Maria Grever (1947)[68],[69].

- Torna Piccina (Victor 25-7092-A) - Néstor Cháyres et un orchestre (19??) (OCLC 81730698).
- Tu Valsecito (RCA Victor 23-5347-B) Néstor Cháyres accompagné de l'orchestre Vieri Fidazini, chante une mélodie de  Francisco Flores (19??) (OCLC 81447357).
- Tus Lindos Ojos (Victor 90-0599-A) Néstor Cháyres chante une mélodie de Luis Alvarez (19??)) (OCLC 78444228).

## Filmographie
- Cuando me vaya (1954)[33],[34],[35].

- O Grande Amor De Maria Grever 1954 Jambe[70].